# Parque Vicentina Aranha
Parque Vicentina Araha är en park i Brasilien.   Den ligger i kommunen São José dos Campos och delstaten São Paulo, i den sydöstra delen av landet, 800 km söder om huvudstaden Brasília. Parque Vicentina Araha ligger 609 meter över havet.
Terrängen runt Parque Vicentina Araha är platt. Runt Parque Vicentina Araha är det tätbefolkat, med 709 invånare per kvadratkilometer.. Närmaste större samhälle är São José dos Campos, 2,3 km norr om Parque Vicentina Araha.
Runt Parque Vicentina Araha är det i huvudsak tätbebyggt.